# كاستيلينا في شيناتي
كاستيلينا في شيناتي (بالإيطالية: Castellina in Chianti)‏ هي بلدية تقع في مقاطعة سيينا وتنتمي لمنطقة توسكانا الإيطالية، يقدر عدد سكانها 2,800، وتقع على بعد حوالي 35 كيلومتر (22 ميل) جنوب فلورنسا وحوالي 15 كيلومتر (9 ميل) شمال غرب سيينا. وهي جزء من تلال كيانتي الواقعة بين وديان أنهار أربيا وبيسا وإلسا.
تقع أراضي كاستيلينا في شيناتي على حدود البلديات باربيرينو فال ديلسا، وكاسلنووفو بيرا ردينغا، وجريف إن شيانتي، ومونتيريجوني، وبوجيبونسي، ورادا في كيانتي، وتافارنيلي فال دي بيسا.

## التاريخ

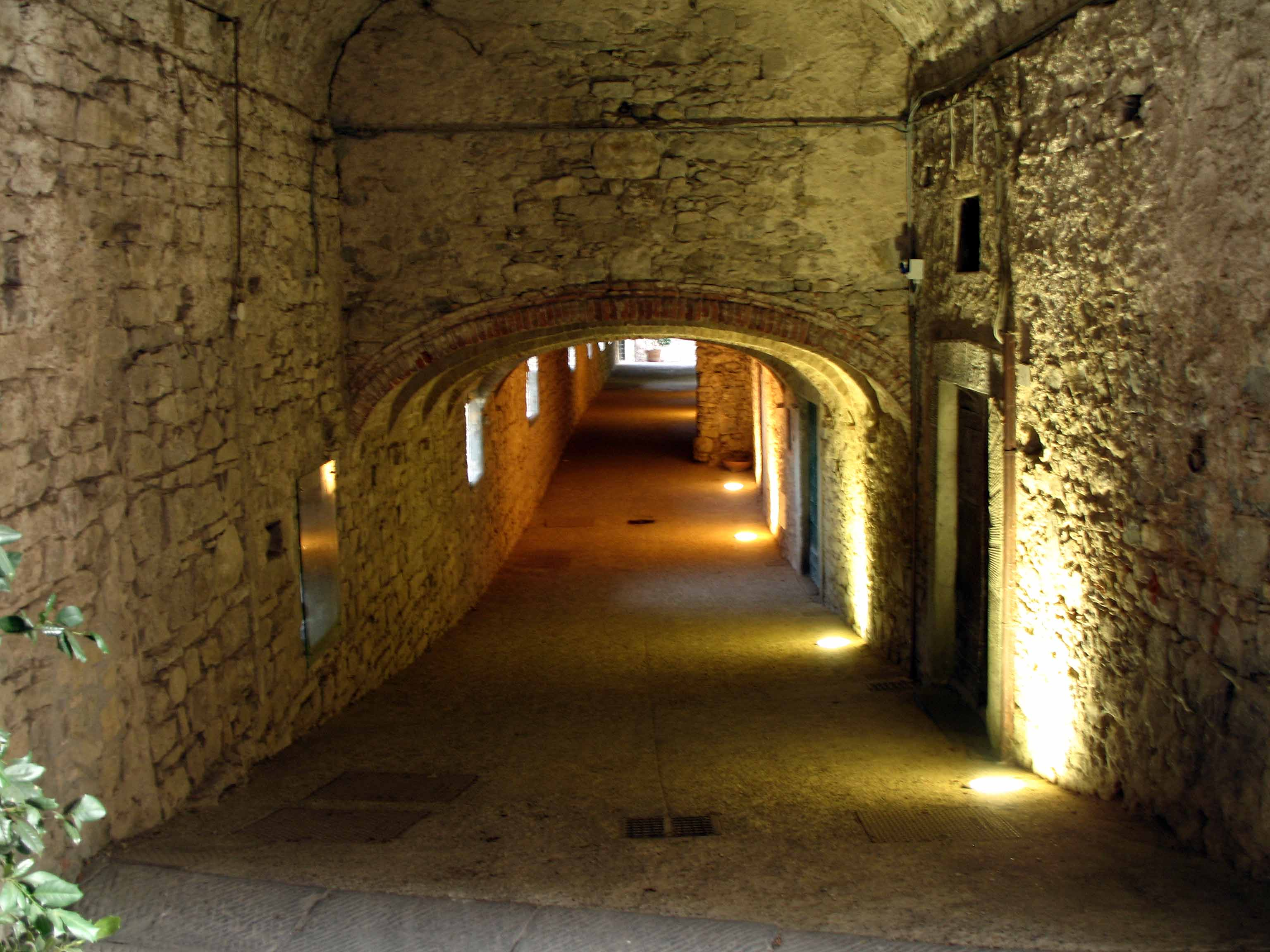
مدخل فيا ديلي فولتييه

يعود تاريخ المستوطنات الأولى في المنطقة إلى الفترة الأترورية ، التي دمرتها الغزوات الغالية في وقت الفتوحات الأخيرة لروما.
في أوائل العصور الوسطى كانت المدينة تعرف باسم سالقولب. في القرن الحادي عشر ، فقد أعطت ماتيلدا من توسكانا إقطاعية لكونتات غويدي ، وبالتالي إلى تريببيو. في أوائل القرن الخامس عشر ، وباتت معقلًا لا تزال روكا قائمة حتى اليوم.

## أهم المعالم السياحية

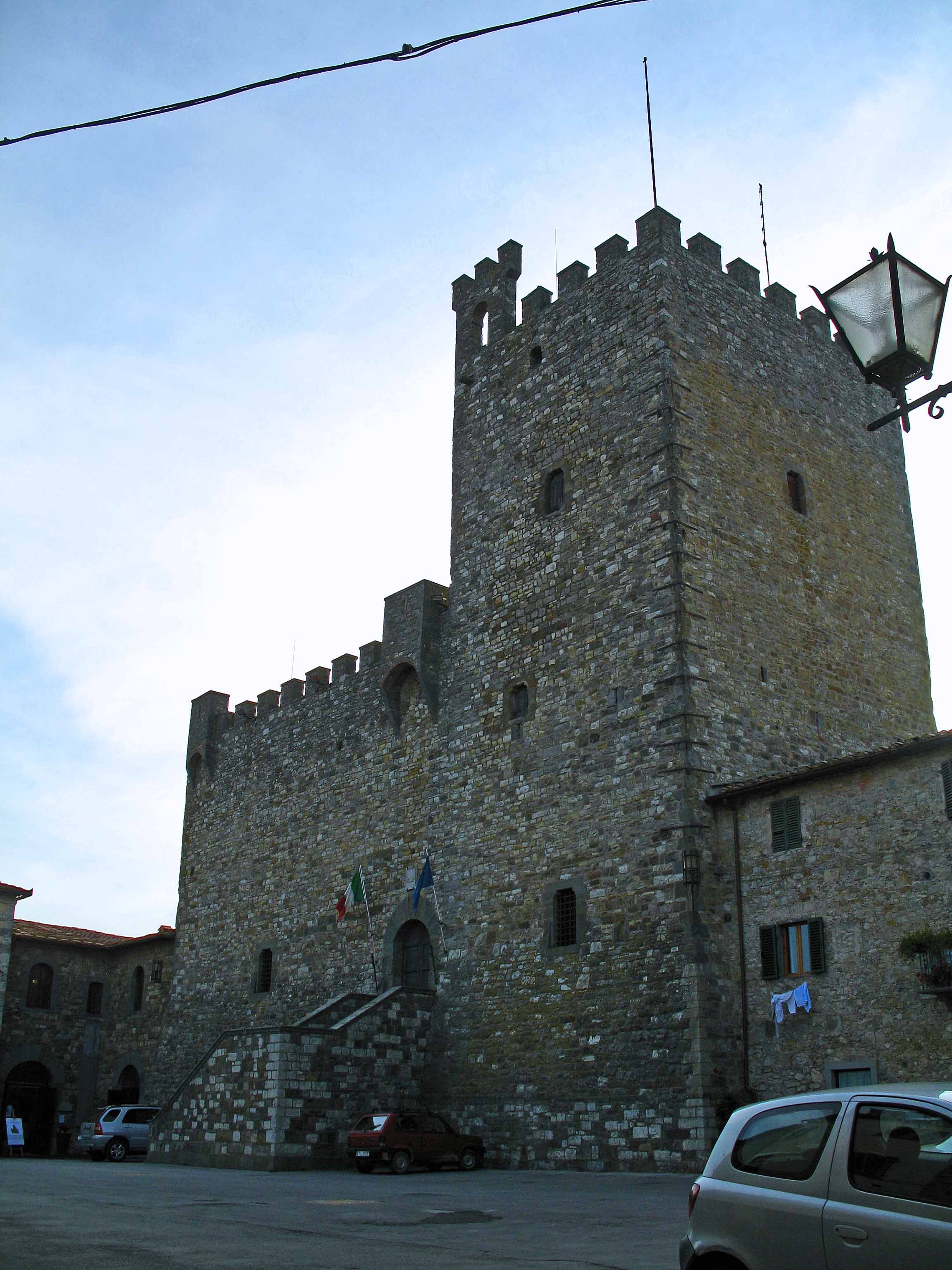
ذا روكا كاستيلينا ان شيناتي

تحتوي مقاطعة كاستلينيا ان شيناتي على معالم عدة أولها:
- قلعة روكا الضخمة ببرج ضخم من القرن الرابع عشر. يضم متحفًا إتروسكيًا صغيرًا.
- كنيسة سان سالفاتور بها لوحة جدارية لمادونا والطفل من أوائل القرن الخامس عشر وتمثال خشبي متعدد الألوان للمسيح من نفس العمر
- بلازو-سكيور لوب.
- نفق فيا ديلي فوتيه.
- مقبرة مونتكالفاريو ماوند، خارج المدينة. يتكون من أربعة مقابر من القرن السابع إلى السادس قبل الميلاد.
- مقبرة بوجينو، أيضًا في الحي.
- كنيسة سان مارتينو الرومانية، في سيسبيانو
- كنيسة سان جورجيو ألا بيازا، التي ضمت اللوحة الخامسة عشرة من ورشة عمل كوزيمو روسيلي.
- لوحة بيفي مع مادونا والطفل بقلم بيشيت دي لورينزود.

## وصلات خارجية
- تقرير رحلة مع صور وروابط من إقامة خارج Castellina في Chianti في يوليو 2007

بلديات